# Herepoort
De Herepoort was oorspronkelijk een van de stadspoorten van de stad Groningen. De eerste Herepoort werd vermoedelijk nog in de 11e eeuw gebouwd, de tweede in de 13e eeuw, de derde in de 15e eeuw en de vierde begin 17e eeuw. Sinds 1885 staat de 17e eeuwse buitenpoort in de tuin van het Rijksmuseum in Amsterdam.

## Geschiedenis

### Eerste poort
Stadsarcheoloog Kortekaas dateert de eerste Herepoort rond het jaar 1100. Deze poort werd gebouwd aan het begin van de Herestraat, tussen de Bruine Ruiterstraat en het Zuiderdiep. De poort vormde onderdeel van de aarden omwalling rond de stad die rond die tijd werd aangelegd. De fundamenten van deze poort zijn in 1995 teruggevonden bij het vervangen van de riolering en is toen (als enige poort in Groningen) gemarkeerd in de bestrating. Deze poort was voor zover bekend het enige niet-kerkelijke bouwwerk in de provincie Groningen dat werd gebouwd van tufsteen. De poort bestond uit een tufstenen buitenmuur, die was opgevuld met mortel en veldkeien. 

### Tweede en derde poort
In de tweede helft van de 13e eeuw werd een begin gemaakt met de stadsmuur. Daarbij werd de tufstenen poort vervangen door een nieuwe bakstenen Herepoort. Achter de Herepoort lag een weerplein: een verbreed stuk weg voor het doen van uitvallen, die nog steeds aanwezig is.
Bij de aanleg van het Bolwerk werd in 1472 een nieuwe Buiten-Herepoort gebouwd in deze aarden vesting tussen de Coehoornsingel en het Hereplein. Deze buitenpoort had vermoedelijk al bij de bouw 4 torentjes. De 13e eeuwse poort kreeg toen de naam Binnen-Herepoort en was net als veel andere binnenpoorten in gebruik als gevangenis. Aan weerszijden van deze nieuwe buitenpoort verrezen de Westertoren en de Oostertoren, die staan ingetekend op een anonieme kaart uit 1575.
De Binnen- en Buiten-Herepoort staan beide afgebeeld op de kaart van Jacob van Deventer uit 1565. In 1568 gaf Alva opdracht tot het maken van de dwangburcht Arx Nova voor de Herepoort. De Buiten-Herepoort werd daarbij opgenomen als toegangspoort. Omdat de bouw niet wilde vlotten en het stadsbestuur tegenwerkte gaf Caspar de Robles in 1575 om aan bouwmaterialen te komen opdracht tot de sloop van onder andere de Binnen-Herepoort en de beide torens aan weerszijden. Ook de wallen daartussen verdwenen. Na de sloop van de Arx Nova in 1577 werd de wal weer hersteld. Na de Reductie werd een dwangburcht voor de Buiten-Oosterpoort gelegd: het Statenkasteel. Hiervoor werd opnieuw een stuk stadswal weggehaald: tussen de Herepoort en de Drenkelaarstoren. 

### Vierde poort

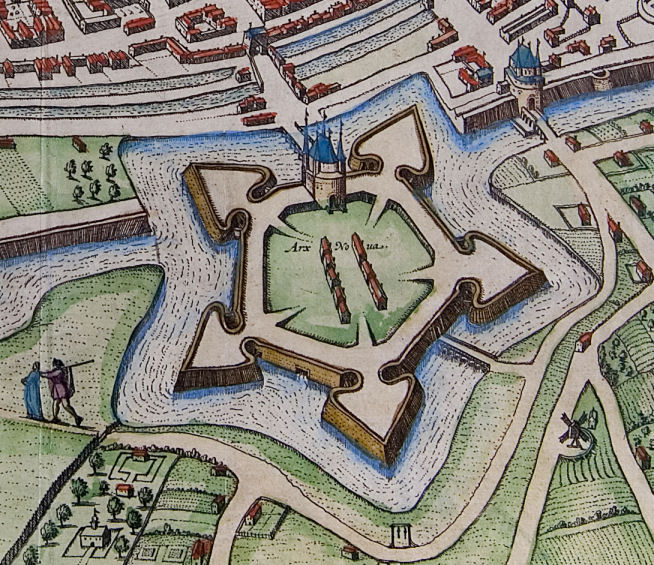
De citadel Arx Nova, uit de Stedenatlas van Braun en Hogenberg (1575), waarop tweede en derde Herepoorten en rechts de Oosterpoort te zien zijn.

Tussen 1608 en 1614 werd de Buiten-Herepoort eveneens gesloopt voor de bouw van de nieuwe Herepoort die kort daarna onderdeel werd van de nieuwe vestingwerken van Groningen. In 1621 werd deze poort voorzien van haar façade: dit jaartal wordt in een cartouche op buitenzijde van de poort vermeld. De buitenzijde van de poort was net als de nieuwe Apoort en Steentilpoort voorzien van een rondboog met aan weerszijden een stel pilasters of zuilen op sokkels en aan bovenzijde eveneens een kroonlijst. De buitenzijde bestond uit bentheimer zandsteen en werd gebouchardeerd met rustica en werd voorzien van diamantknoppen. De kroonlijst van de Herepoort werd voorzien van gebeeldhouwde kanonnen en andere wapens, die naar de erachter gelegen kazematten met bijbehorende wapens verwezen.
Als gevolg van de Vestingwet werden in het laatste kwart van de 19e eeuw de vestingwerken van de stad grotendeels ontmanteld. In het Noorderplantsoen is nog een deel van de vestingwallen te herkennen. Ook de vorm van het Zuiderpark is gebaseerd op de oude wallen; de driehoekige plattegrond tussen Hereweg en Oosterweg volgt - langs de Griffelinie - op afstand het oude bastion, genaamd de "Oosterdwinger". (Dwinger is de Noord-Nederlandse naam voor bastion, vgl. Duits: "Zwinger"). In 1878 werd ook deze Herepoort afgebroken.

### Verplaatsing naar het Rijksmuseum
In 1876 begon het afgraven van de wal bij de Herepoort en de achterste delen van de poorttunnel. Het front bleef eerst staan in afwachting van wat komen ging. Eerst waren er plannen om de poort te herplaatsen bij het militair ziekenhuis in het Prinsenhof en aan de achterzijde de façade van de Steentilpoort te plaatsen, maar dat idee werd al snel weer opgegeven. Ondertussen vond het stadsbestuur het maar een sta-in-de-weg voor het wegverkeer. Zij was dan ook niet gecharmeerd van de inspanningen van enkele burgers om in elk geval het front voor het nageslacht te behouden. In juni 1878 begon de sloop van de poort, waarbij slechts de meest waardevolle brokstukken door architect Pierre Cuypers achteruit konden worden gelegd en in juli van dat jaar meegenomen konden worden naar Amsterdam. Mede op zijn initiatief werd de Herepoort in 1885 samen met de eveneens afgebroken Deventer Bergpoort als een geheel weer opgebouwd in de tuin van het Rijksmuseum Amsterdam.
Er zijn in Groningen (net als in Deventer) meerdere initiatieven geweest om de (restanten van de) poort terug te halen. Onder andere in 1933, 1957, 1988 en 2005 werd dit geprobeerd. Het Hereplein bleek als doorgaande route echter ongeschikt om de poort te herplaatsen en bovendien zou met de sloop bij het Rijksmuseum ook de Bergpoort gesloopt moeten worden. In 1991 gaf de directeur van het Rijksmuseum aan dat de poort nooit terug zal komen, ook omdat de poorten als triomfboog in samenhang en binnen de rest van de brokken in de tuin een tuinarchitectonisch en bouwkundig geheel vormen.

## Galerij

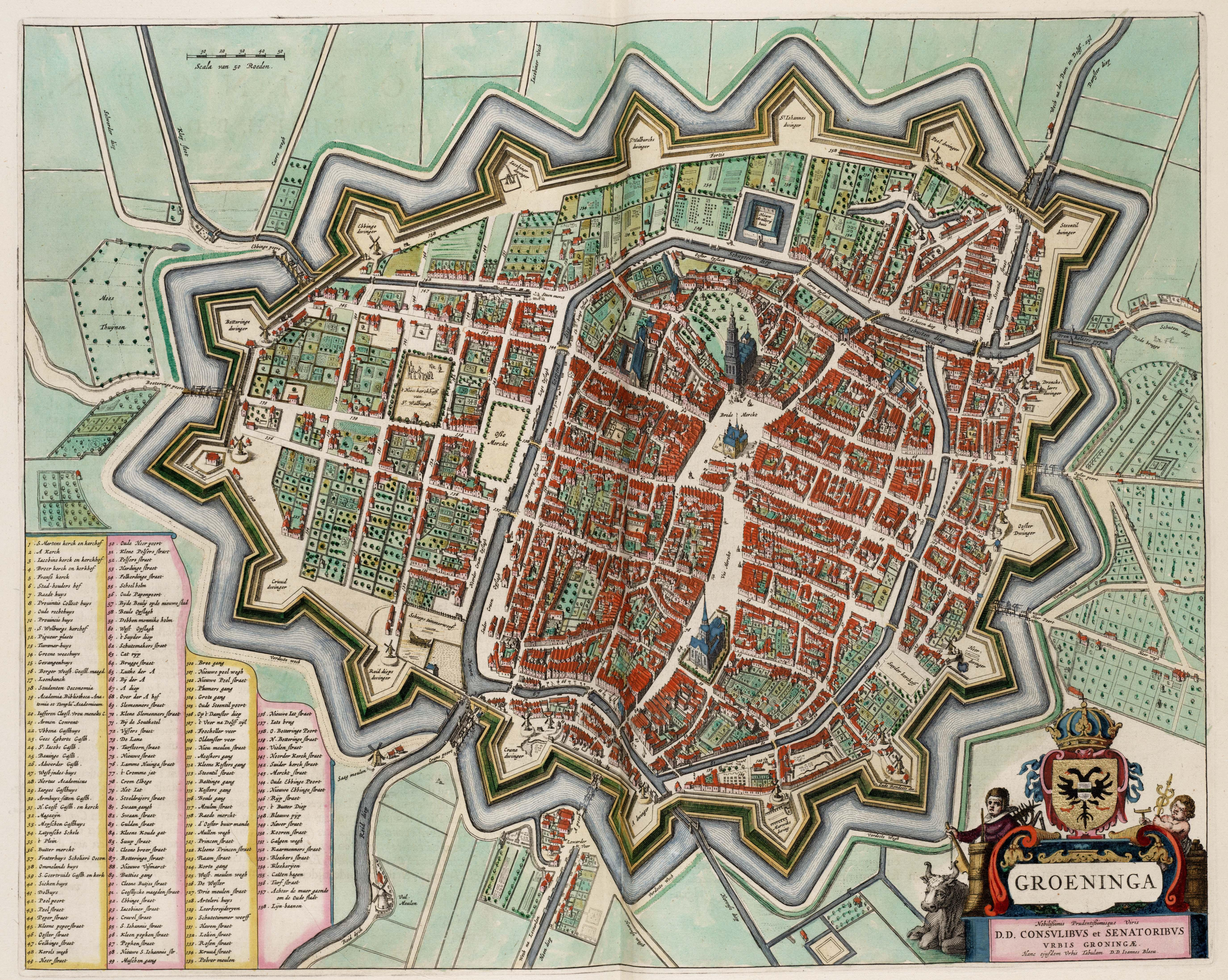
Tekening met vestingwerken Groningen 1649 (Zuid is hier rechts). Rechts-midden: het bastion ('Oosterdwinger') tussen Herepoort en Oosterpoort
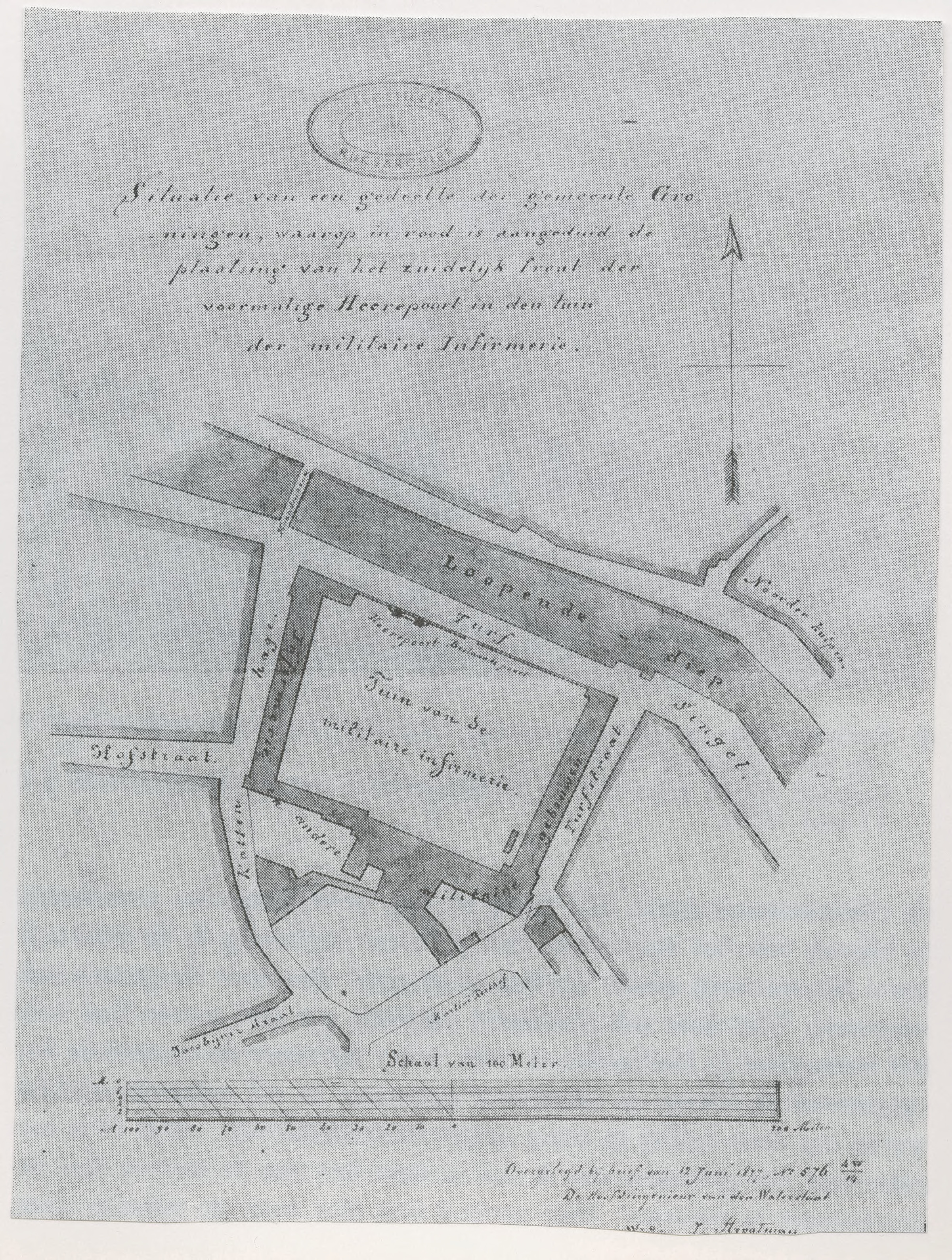
In 1877 werd voorgesteld om de Herepoort bij de ingang van de Prinsentuin te herplaatsen.
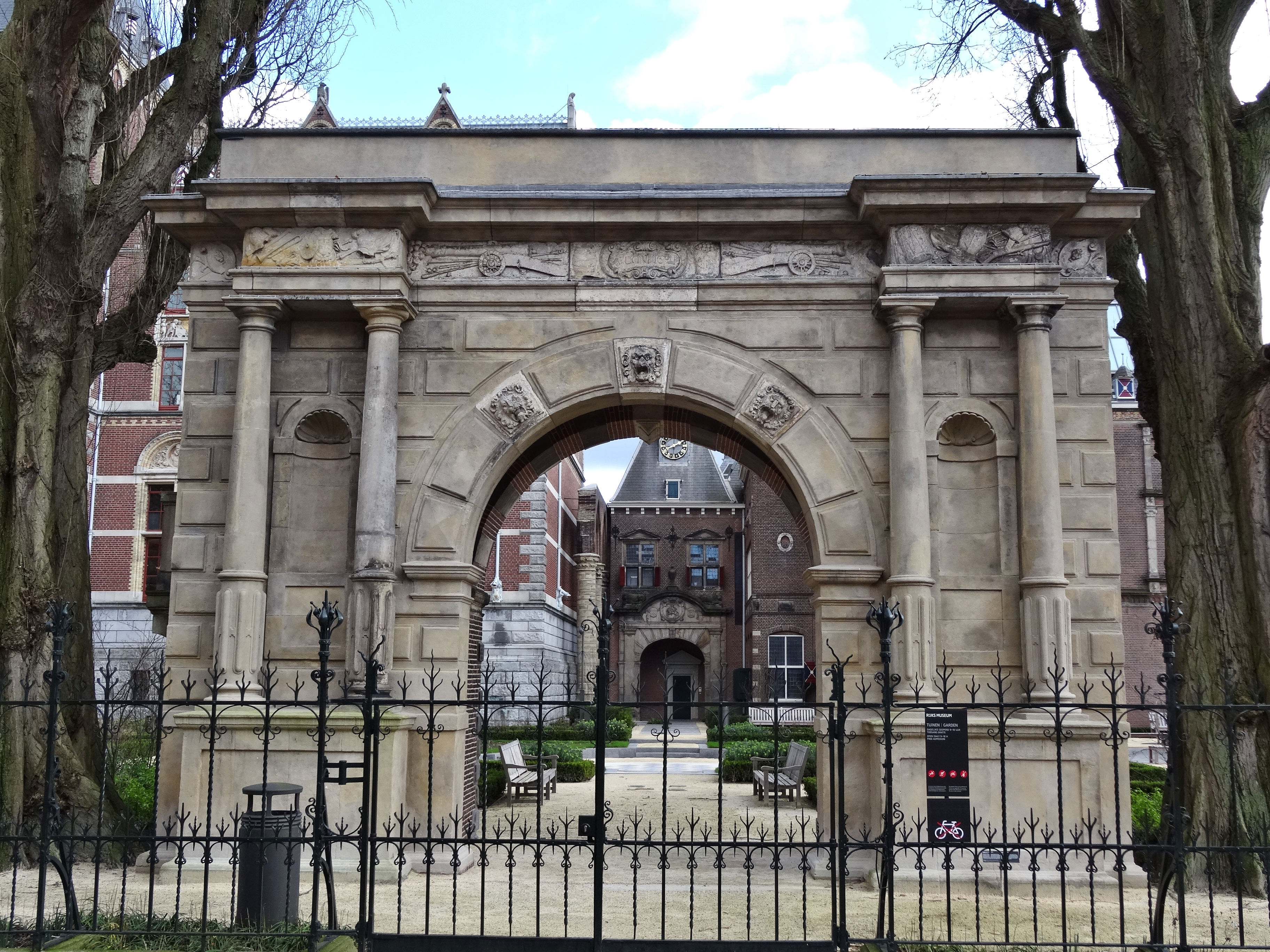
De Herepoort in de tuin van het Rijksmuseum
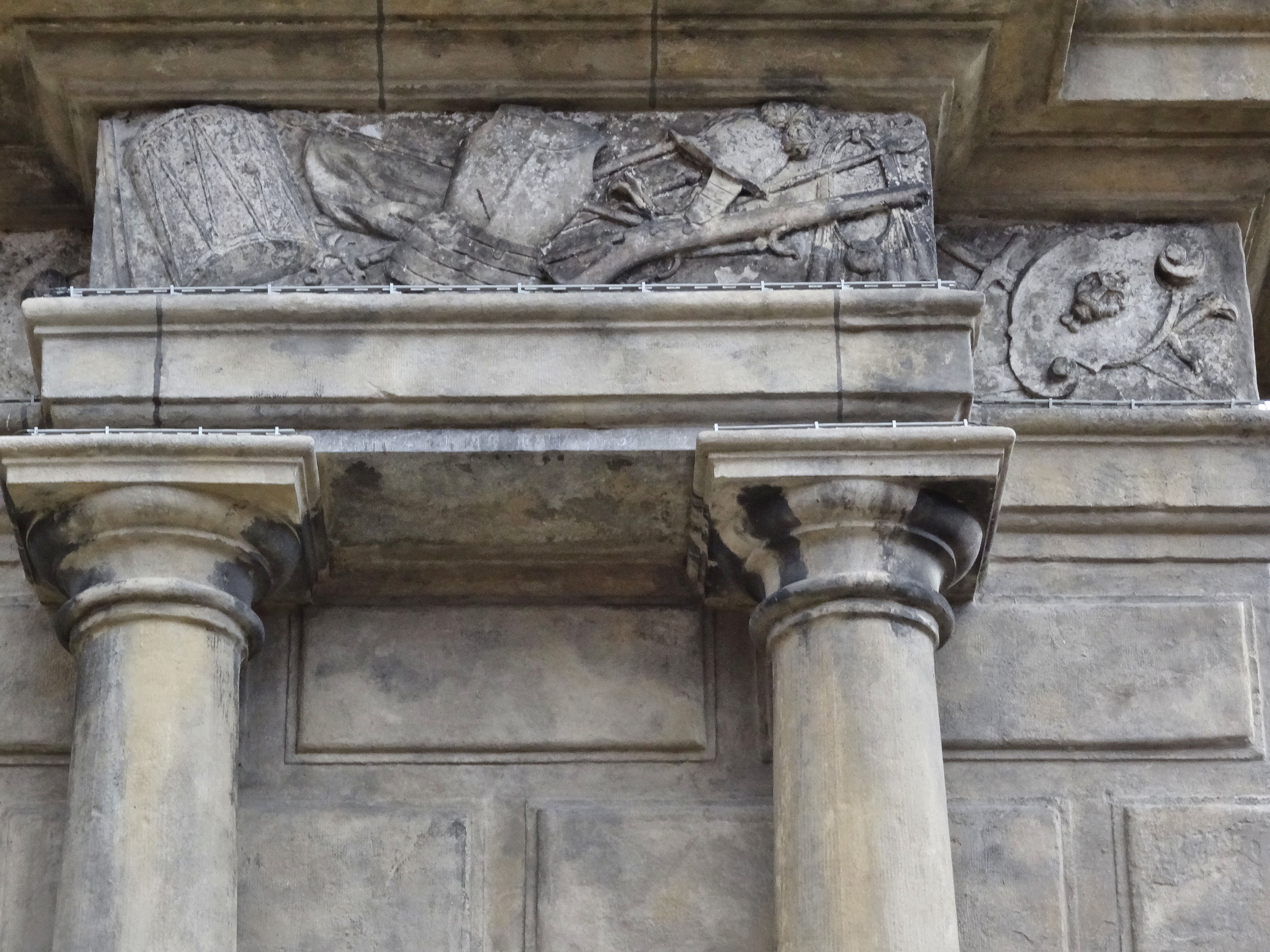
Detail van het fries
Doorsnede van het binnendeel van de poort aan stadszijde met de kazematten en voorliggende gaanderijen uit 1842. Boven de middelste toegang  aan weerszijden van de poort bevond zich het wapen van de stad Groningen.
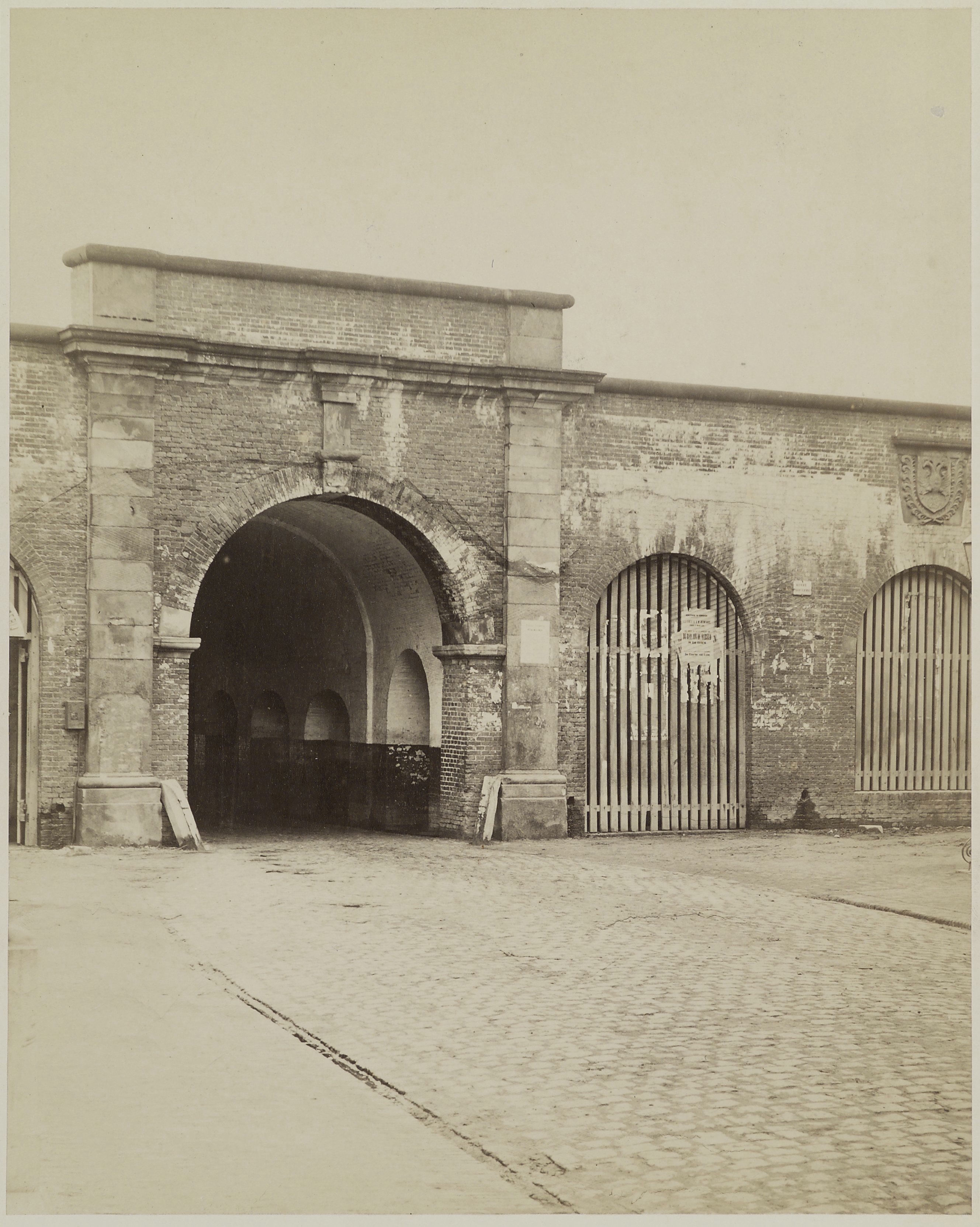
Binnenzijde van de poort in ca. 1876 (fotograaf: Von Kolkow) met rechts boven een van de gaanderijen het wapen van de stad Groningen
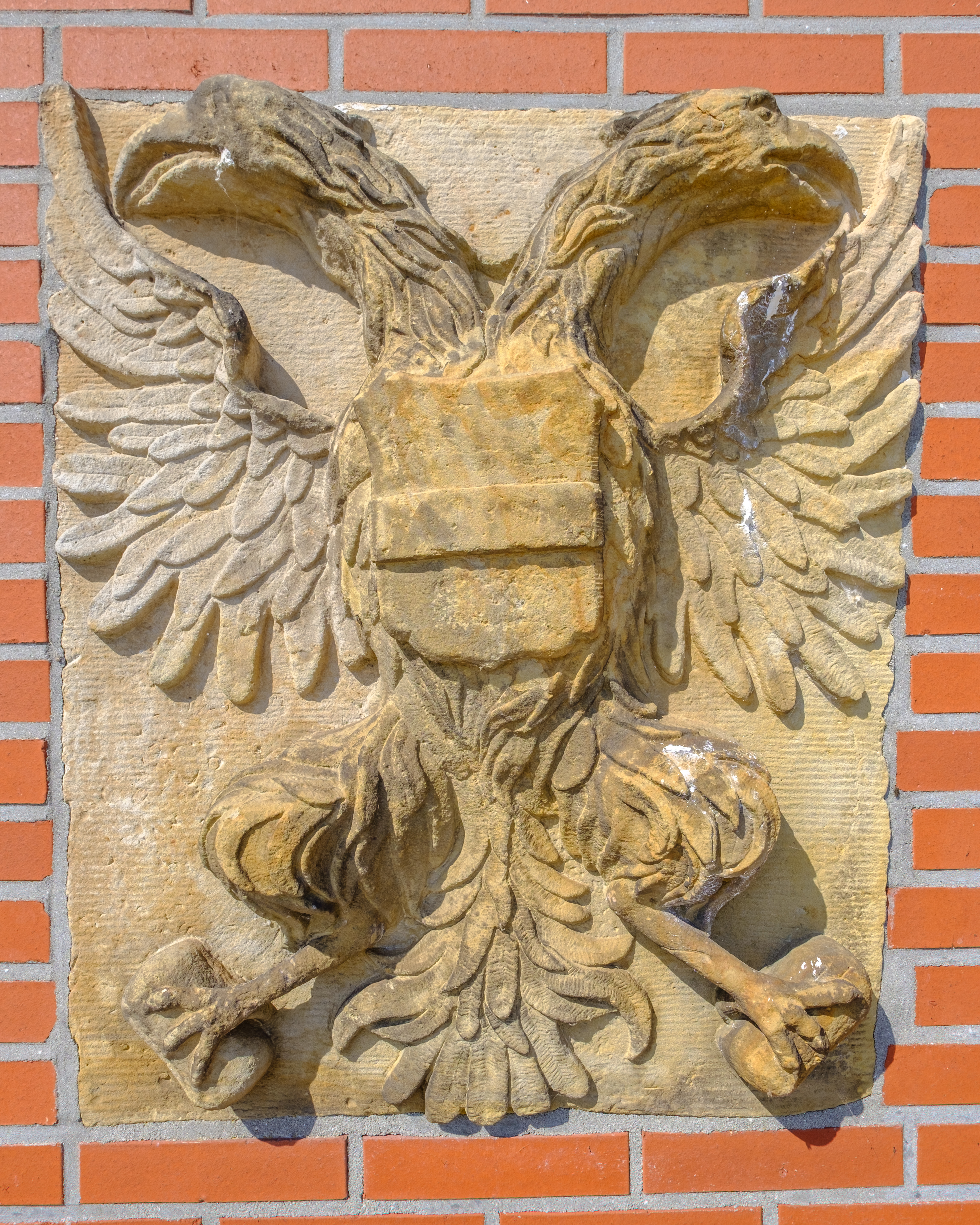
Na de sloop van de poort kwam een van de wapens boven de arcades aan binnenzijde in handen van een boer die het wapen liet inmetselen in zijn boerderij Hoog Hammen.
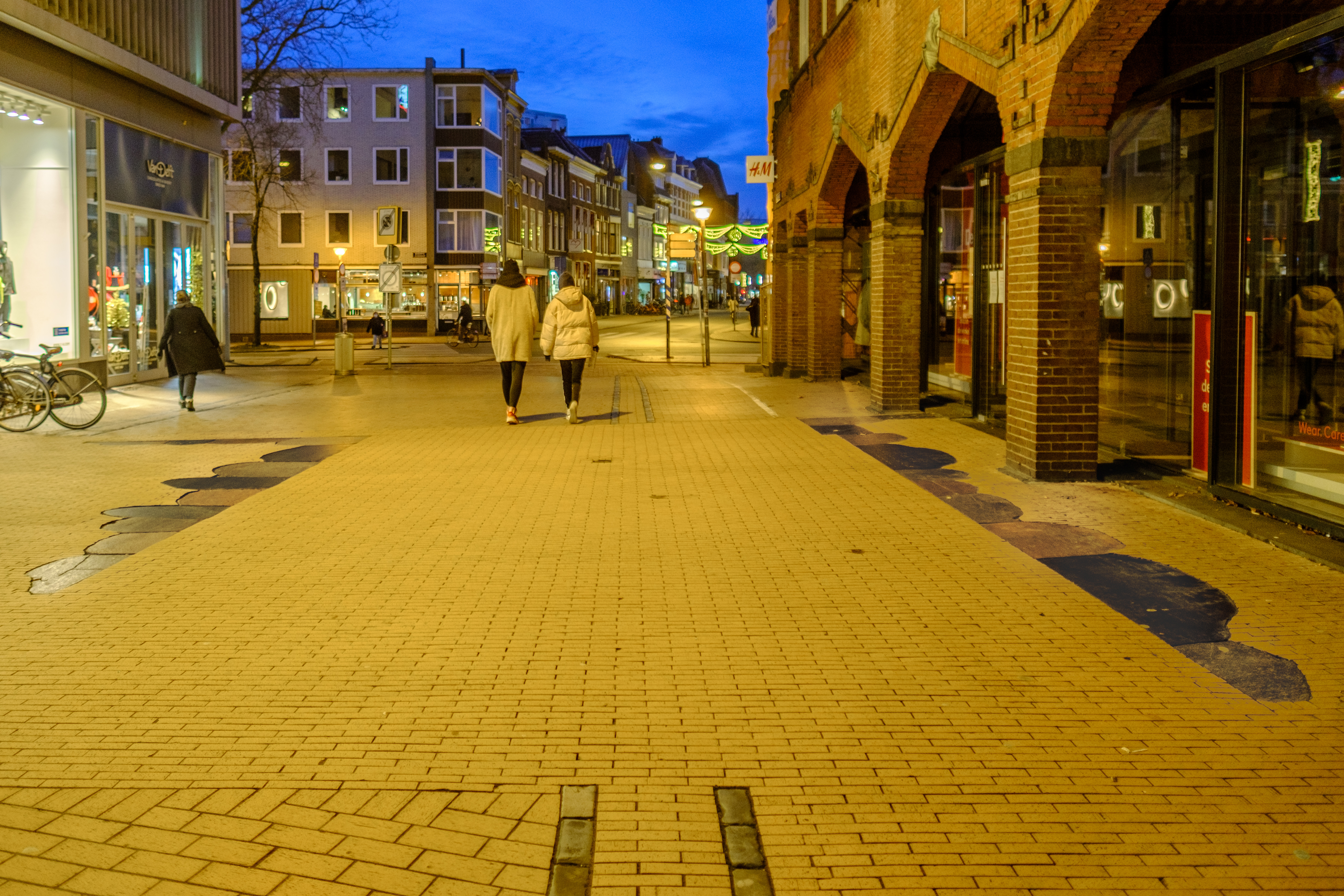
Markering met natuursteen in de bestrating van de locatie van de eerste Herepoort.